# Danubia (Studentenverbindung)
Danubia bezieht sich auf die Donau und ist der Name von Studenten- und Schülerverbindungen:

## Liste
- AV Suebo-Danubia Ulm[1]
- Burschenschaft Danubia München
- Corps Danubia Graz
- KAV Austro-Danubia Linz
- KAV Danubia Wien-Korneuburg im ÖCV
- KaV Marco-Danubia Wien
- MKDE Danubia Budapest (Farben: rot-silber-grün, dunkelblauer Deckel)
- KAV Rheno-Danubia Innsbruck
- KÖStV Marko-Danubia Wien[2]
- KÖStV Austro-Danubia Wien[3]
- KÖStV Danubia Wien[4]
- KDStV Oeno-Danubia Passau[5]
- KDStV Suevia-Danubia Fünfkirchen, siehe Keresztény Diákegyesülletek Kartellszövetsége
- ÖkaV Rhaeto-Danubia Wien[6]
- Theologengesellschaft Danubia Tübingen